# Kalle Sjunnesson
Karl "Kalle" Martin Sjunnesson, född 20 augusti 1922 i Vadstena församling, Östergötlands län, död 10 augusti 1990 i Västerleds församling, Stockholms län, var en svensk operasångare, librettist, frilansjournalist och författare. 

## Biografi
Efter studentexamen studerade Kalle Sjunnesson juridik, men hoppade av för att i stället bedriva sång- och musikstudier. Sin debutkonsert hade han vid Stockholms Konserthus och bland de sånger han sjöng kan nämnas Schumanns Dichterliebe. Han var några år bosatt utomlands, i Frankrike och Italien, och hade där olika tillfälliga arbeten.
Sedan han kommit tillbaka till Sverige var han under en period engagerad vid Stora Teatern i Göteborg. Mestadels var det annars skrivande i olika former som han sysslade med, han skrev bland annat kåserier och artiklar för olika tidningar och tidskrifter.
Sjunnesson är som librettoförfattare upphovsman till olika operor som sänts i svensk radio och han gjorde även en rad översättningar av operor. Han verkade också som reporter och programledare i TV. Som TV-producent i slutet av 1950-talet samarbetade han med skådespelaren Ingvar Kjellson som vid sin sommarpratardebut 2013 vek en längre stund åt att berätta om Sjunnesson samt deras samarbete och äventyr. I radio har han även hörts som skådespelare i Radioteaterns uppsättning av Nybyggarna.
Kalle Sjunnesson var värd för Sommar i P3 den 21 juni 1972, Vinter i P1:s föregångare Vintergatan den 11 december samma år och Sommar i P3 den 30 juli 1974.
Han var son till köpmannen Lars Martin Sjunnesson och Ellen Helena Elisabet, ogift Åkerblad, vilka är begravda på Vadstena klosterkyrkogård där även Kalle Sjunnesson vilar. Han var ogift.

## Teater

### Roller
| År   | Roll         | Produktion                                             | Regi           | Teater                           |
| ---- | ------------ | ------------------------------------------------------ | -------------- | -------------------------------- |
| 1954 |              | Oh, mein Papa (Das Feuerwerk) Paul Burkhard            | Lars Barringer | Stora Teatern                    |
| 1959 | Snuskhummern | Irma la Douce Alexandre Breffort och Marguerite Monnot | Åke Falck      | Scalateatern                     |
| 1964 | Koryphaios   | Antigone Sofokles                                      | Olof Molander  | Norrköping-Linköping stadsteater |

## Diskografi i urval
- Auf dem Kirchhofe (78-varvare)
- Barfotasånger (1968)